# Xinhua Nongchang (bondby i Kina, Heilongjiang Sheng, lat 47,10, long 130,30)
Xinhua Nongchang (kinesiska: 新华农场) är en bondby i Kina. Den ligger i provinsen Heilongjiang, i den nordöstra delen av landet, omkring 320 kilometer nordost om provinshuvudstaden Harbin. Antalet invånare är 19 411. Befolkningen består av 9 646 kvinnor och 9 765 män. Barn under 15 år utgör 11,0 %, vuxna 15-64 år 76 %, och äldre över 65 år 12,0 %.
Runt Xinhua Nongchang är det ganska glesbefolkat, med 48 invånare per kvadratkilometer. Närmaste större samhälle är Heli, 4,9 km söder om Xinhua Nongchang. Trakten runt Xinhua Nongchang består till största delen av jordbruksmark.
Genomsnittlig årsnederbörd är 907 millimeter. Den regnigaste månaden är juli, med i genomsnitt 212 mm nederbörd, och den torraste är januari, med 11 mm nederbörd.